# Le avventure di un'ape
Le avventure di un’ape (蜜蜂の冒険 Mitsubachi no bōken) è un manga scritto da Leiji Matsumoto e pubblicato dalla rivista Manga Shōnen nel 1954. Rappresenta l’opera di debutto del famoso mangaka giapponese che partecipò e vinse il concorso Shinjin ō (Re degli esordienti) indetto dalla rivista stessa e nella cui giuria, tra gli altri, era presente Osamu Tezuka. È firmato dall’autore con il proprio vero nome, Akira Matsumoto.
Attraverso il volo dell’ape Honey, Leiji Matsumoto fa del regno degli insetti una metafora della società umana. Pubblicato in Italia da Associazione Culturale Leiji Matsumoto nel 2017.